# Легден
Легден (нем. Legden) — община в Германии, в земле Северный Рейн-Вестфалия. Подчиняется административному округу Мюнстер. Входит в состав района Боркен. Население составляет 6846 человек (на 31 декабря 2010 года). Занимает площадь 56 км².
Коммуна подразделяется на 2 сельских округа.